# Selles (Alt Saona)
Selles és un municipi francès situat al departament de l'Alt Saona i a la regió de Borgonya - Franc Comtat. L'any 2007 tenia 246 habitants.

## Demografia

### Població
El 2007 la població de fet de Selles era de 246 persones. Hi havia 120 famílies, de les quals 44 eren unipersonals (8 homes vivint sols i 36 dones vivint soles), 48 parelles sense fills i 28 parelles amb fills.
La població ha evolucionat segons el següent gràfic:
Habitants censats

### Habitatges
El 2007 hi havia 185 habitatges, 118 eren l'habitatge principal de la família, 50 eren segones residències i 17 estaven desocupats. 180 eren cases i 5 eren apartaments. Dels 118 habitatges principals, 100 estaven ocupats pels seus propietaris, 11 estaven llogats i ocupats pels llogaters i 7 estaven cedits a títol gratuït; 11 tenien tres cambres, 33 en tenien quatre i 74 en tenien cinc o més. 94 habitatges disposaven pel capbaix d'una plaça de pàrquing. A 62 habitatges hi havia un automòbil i a 46 n'hi havia dos o més.

### Piràmide de població
La piràmide de població per edats i sexe el 2009 era:
| Homes | Edats   | Dones |
| ----- | ------- | ----- |
| 0     | 95 o +  | 0     |
| 0     | 90 a 94 | 4     |
| 0     | 85 a 89 | 8     |
| 4     | 80 a 84 | 0     |
| 12    | 75 a 79 | 8     |
| 12    | 70 a 74 | 12    |
| 8     | 65 a 69 | 12    |
| 4     | 60 a 64 | 12    |
| 12    | 55 a 59 | 8     |
| 0     | 50 a 54 | 4     |
| 4     | 45 a 49 | 0     |
| 12    | 40 a 44 | 0     |
| 8     | 35 a 39 | 16    |
| 8     | 30 a 34 | 8     |
| 0     | 25 a 29 | 4     |
| 4     | 20 a 24 | 8     |
| 8     | 15 a 19 | 0     |
| 8     | 10 a 14 | 0     |
| 0     | 5 a 9   | 8     |
| 0     | 0 a 4   | 4     |

## Economia
El 2007 la població en edat de treballar era de 138 persones, 86 eren actives i 52 eren inactives. De les 86 persones actives 79 estaven ocupades (51 homes i 28 dones) i 7 estaven aturades (2 homes i 5 dones). De les 52 persones inactives 24 estaven jubilades, 6 estaven estudiant i 22 estaven classificades com a «altres inactius».

### Ingressos
El 2009 a Selles hi havia 115 unitats fiscals que integraven 239 persones, la mediana anual d'ingressos fiscals per persona era de 17.732 €.

### Activitats econòmiques
Dels 9 establiments que hi havia el 2007, 1 era d'una empresa extractiva, 2 d'empreses alimentàries, 2 d'empreses de construcció, 1 d'una empresa de comerç i reparació d'automòbils, 1 d'una empresa de transport, 1 d'una empresa d'hostatgeria i restauració i 1 d'una empresa classificada com a «altres activitats de serveis».
Dels 4 establiments de servei als particulars que hi havia el 2009, 1 era un taller de reparació d'automòbils i de material agrícola, 1 paleta, 1 perruqueria i 1 restaurant.
L'únic establiment comercial que hi havia el 2009 era una fleca.
L'any 2000 a Selles hi havia 3 explotacions agrícoles.

## Poblacions més properes
El següent diagrama mostra les poblacions més properes.